# Спиридоново
Спиридоново — деревня в составе Ворошиловского сельсовета в Уренском районе Нижегородской области.

## География
Находится на расстоянии примерно 5 километров на запад по прямой от районного центра города Урень.

## История
Известна с 1723 года. Альтернативное название Морква по местной речке. Деревня до 1768 года относилась к главной дворцовой канцелярии, потом Придворной конторы, с 1797 крестьяне стали удельными. Население было старообрядцами поповского направления. В 1856 году 11 дворов и 96 жителей, в 1916 — 31 и 143 соответственно. В период коллективизации был организован колхоз «Непобедимый». В 1978 году было дворов 18, жителей 55, в 1994 14 и 27 соответственно.

## Население
Постоянное население составляло 15 человек (русские 100 %) в 2002 году, 19 в 2010.